# Fredrik Svanbäck
Fredrik Svanbäck, född 12 maj 1979 i Jakobstad, är en finländsk fotbollsspelare som spelar för Höganäs BK. 
Han spelade tidigare fyra säsonger i Landskrona BoIS, men fick inget förnyat kontrakt efter säsongen 2013 och skrev istället på för FF Jaro. Innan dess spelade han i Helsingborgs IF. Han skrev på för Helsingborg 2004 då han lämnade sin hemstads klubb, FF Jaro. Karriären i FF Jaro inledde han 1997. Han har spelat två landskamper för Finland. Han kallas även "Mini".